# Š
Š – litera alfabetu łacińskiego z diakrytycznym znakiem haczek. Jest to odpowiednik dwuznaku „sz”. Występuje w zapisie języków czeskiego, słowackiego, litewskiego, łotewskiego, nowopruskiego, estońskiego, serbsko-chorwackiego (we wszystkich czterech standardach), słoweńskiego, macedońskiego, białoruskiego (przy zapisie łacinką) i fińskiego oraz łużyckich. Jest tożsama ze znakiem Ш w cyrylicy.